# 克里瓦亚波利亚纳农村居民点
克里瓦亚波利亚纳农村居民点（俄语：Кривополянское сельское поселение）是俄罗斯联邦沃罗涅日州奥斯特罗戈日斯克区所属的一个农村居民点。其下辖有4个居民点，行政中心为克里瓦亚波利亚纳。据2016年统计，该农村居民点的人口为465人。